# 周国治
周国治（1937年3月25日—），中国冶金材料物理化学家。

## 生平
生于南京。原籍广东潮阳。1960年毕业于北京钢铁学院冶金系。北京科技大学教授。1995年当选为中国科学院院士。